# Adriana Lazzarini
Adriana Lazzarini (Màntua, 5 de febrer de 1933) és una mezzosoprano italiana, retirada dels escenaris des de 1975.

## Biografia
Després dels estudis al Conservatori de Verona i dels que va fer amb Gilda Dalla Rizza i Franco Ferraris, va debutar a Catània l'any 1953, als 20 anys, en Il trovatore de Verdi.
El 1955 va triomfar amb Aida a l'Arena de Verona, teatre al qual va actuar al llarg de deu temporades, fins al 1972, sovint en els grans personatges de les obres de Verdi. Va aparèixer repetidament al Teatro alla Scala de Milà, on va debutar el 1958 en Maria Golovin de Giancarlo Menotti. En aquell teatre va cantar també Un ballo in maschera, Rigoletto, Luisa Miller, La dama de piques i altres, fins a la seva darrera aparició en Suor Angelica de Puccini en 1973.
Va actuar a altres teatres principals italians, com ara a Roma, Bolonya, Nàpols (Adriana Lecouvreur de Francesco Cilea en 1963, al costat de Magda Olivero). A l'estranger va aparèixer, entre d'altres, a Barcelona, Viena, Montecarlo i Brasil. Es va retirar dels escenaris el 1975. Al Gran Teatre del Liceu va debutar la temporada 1957-1958. en Adriana Lecouvreur, al costat de la soprano Renata Tebaldi i del baríton català Manuel Ausensi i Albalat.

## Discografia

### D'estudi
- Rigoletto, amb Tito Gobbi, Maria Callas, Giuseppe Di Stefano, Nicola Zaccaria, dir. Tullio Serafin - Columbia/EMI 1955
- Cavalleria rusticana (Lola), amb Caterina Mancini, Gianni Poggi, Aldo Protti, dir. Ugo Rapalo. Philips 1958
- Un ballo in maschera, amb Antonietta Stella, Gianni Poggi, Ettore Bastianini, dir. Gianandrea Gavazzeni - DG 1960
- Cavalleria rusticana (Lola), amb Victòria dels Ángels, Franco Corelli, Mario Sereni, dir. Gabriele Santini - HMV 1962
- Il trovatore, amb Carlo Bergonzi, Antonietta Stella, Piero Cappuccilli, dir. Arturo Basile - pel·lícula per a televisió 1966

### Enregistraments en directe
- I Troiani, amb Mario Del Monaco, Giulietta Simionato, Fiorenza Cossotto, Agostino Ferrin, dir. Rafael Kubelík - La Scala 1960 ed. Myto
- Aida, amb Gabriella Tucci, Gastone Limarilli, Giangiacomo Guelfi, dir. Arturo Basile - Roma-RAI 1960 ed. Walhall
- Un ballo in maschera, amb Leyla Gencer, Carlo Bergonzi, Mario Zanasi, dir. Oliviero De Fabritiis - Bolonya 1961 ed. Movimento Musica/Myto
- Il trovatore, amb Franco Corelli, Ilva Ligabue, Mario Zanasi, dir. Arturo Basile - Parma 1961 ed. House of Opera/Myto (selez.)
- Messa di Requiem (Donizetti), amb Gabriella Tucci, Gino Sinimberghi, Philip Maero - Dir. Francesco Molinari Pradelli - Milà-RAI 1961 ed. Memories
- Adriana Lecouvreur, amb Magda Olivero, Joan Oncina, Sesto Bruscantini, dir. Oliviero De Fabritiis - Nàpols 1963 ed. House of Opera
- Norma, amb Leyla Gencer, Bruno Prevedi, dir. Bruno Bartoletti - Buenos Aires 1964 ed. Lyric Distribution
- Adriana Lecouvreur, amb Leyla Gencer, Amedeo Zambon, Enzo Sordello, dir. Oliviero De Fabritiis - Nàpols 1966 ed. Bongiovanni/Opera Lovers
- Rigoletto, amb Piero Cappuccilli, Margherita Rinaldi, Luciano Pavarotti, Nicola Zaccaria, dir. Mario Rossi - RAI-Turí 1967 ed. Frequenz
- Suor Angelica, amb Maria Chiara, Mafalda Masini, dir. Oliviero De Fabritiis - Venècia 1969 ed. Mondo Musica
- Luisa Miller, amb Luisa Maragliano, Richard Tucker, Mario Zanasi, Paolo Washington, Giovanni Foiani, dir. Francesco Molinari Pradelli - La Scala 1969 ed. Curcio
- Un ballo in maschera, amb Carlo Bergonzi, Rita Orlandi Malaspina, Lorenzo Saccomani, dir. Nino Sanzogno - Venècia 1971 ed. Mondo Musica/House of Opera
- Un ballo in maschera, amb Luciano Pavarotti, Rita Orlandi Malaspina, Mario Zanasi, dir. Francesco Molinari Pradelli - Verona 1972 ed. Bongiovanni